# 盛泉寺 (常滑市)
盛泉寺（じょうせんじ）は愛知県常滑市にある真宗大谷派の寺院。山号は龍現山（りゅうげんざん）、本尊は阿弥陀如来。

## 歴史
創建年代は不明。寺伝によれば神亀年間（724年 - 729年）に行基によって大和国に創建された天台宗の神亀寺が久米に移されて盛泉坊と名を改め、その後に浄土真宗へと改宗したとされるが、これが事実であるかは定かでないという。寛永11年（1634年）、寺号を盛泉寺に改めた。なお、かつては光明寺の末寺であった。寺がある山にはかつて龍が現れたと伝わり、いつしかこの山を龍現山と呼ぶようになって、山号はこれに由来する。

## 文化財
- 木造薬師如来坐像 - 境内の薬師堂に祀られる薬師如来像は高さ50.6センチの寄木造玉眼漆箔で、肉髻が低いなど禅宗様の造形であり、室町時代末期から桃山時代に掛けての作と考えられている[6]。

- 銅造釈迦誕生仏 - 高さ9.7センチ、「天明七未」「茂兵作」と2行の刻銘が台座裏にある[7]。久米村に在住した鋳物師の9代目・藤原清胤の手によるもので天明7年（1787年）の作とされるが、江戸時代の誕生仏は本体と台座を別に作るのが一般的であることから、古い像を模していると考えられる[7]。常滑市指定有形文化財[8]。

- 銅製鰐口 - 縦経31センチ、横経32.8センチ、暑さ11.6センチの鰐口で、「奉掛御宝前鰐口」「于時寛永拾八辛巳九月吉日」「尾州智多郡久米村」「大工藤原朝臣片山平左衛門」と4つの刻銘があることから久米鋳物師の5代目・藤原政近の寛永18年（1641年）の作とされる[9]。常滑市指定有形文化財[8][9]。

- 太鼓楼 - 長屋門と連結しており北面している。下層は桁行三間で5.4メートル、梁間2間で4.5メートル、切妻造の桟瓦葺。上層は桁行一間で2.3メートル、梁間一間で1.9メートル、入母屋造の本瓦葺[10]。

- 薬師堂逗子 - 間口・奥行はそれぞれ0.8メートル、高さ1.8メートルの一間逗子で、組物は禅宗様出三斗組、一間吹寄垂木、入母屋造妻入りの板葺。近世中期の作と推定[10]。